# Dorsa Derakhshani
Pour les articles homonymes, voir Borna Derakhshani et Dorsa (homonymie).
Dorsa Derakhshani (persan : درسا درخشانی, née le 15 avril 1998 à Téhéran) est une joueuse d’échecs iranienne, grand maître international féminin et maître international. Elle est la sœur aînée du joueur Borna Derakhshani
. Elle est affiliée à la fédération américaine des échecs depuis septembre 2017 et a participé au championnat américain féminin depuis 2018, y atteignant la troisième place en 2020.

## Biographie et carrière
Dorsa Derakhshani a notamment remporté le championnat d'Asie des jeunes trois fois consécutives dans sa catégorie. Elle vivait en 2016 à Barcelone. En 2017, la Fédération iranienne des échecs lui a interdit de jouer pour l'équipe nationale pour « atteinte aux intérêts nationaux » après sa participation à un tournoi à Gibraltar sans le hijab. Depuis elle s'est installée à Saint-Louis aux États-Unis, et joue sous les couleurs de ce pays.